# 32e Primetime Emmy Awards
De 32e Primetime Emmy Awards, waarbij prijzen werden uitgereikt in verschillende categorieën voor de beste Amerikaanse televisieprogramma's die in primetime werden uitgezonden tijdens het televisieseizoen 1979-1980, vond plaats op 7 september 1980 in het Pasadena Civic Auditorium in Pasadena, Californië.

## Winnaars en nominaties - televisieprogramma's
(De winnaars staan bovenaan in vet lettertype.)

#### Dramaserie
(Outstanding Drama Series)
- Lou Grant
  - Dallas
  - Family
  - The Rockford Files
  - The White Shadow

#### Komische serie
(Outstanding Comedy Series)
- M*A*S*H
  - Three's Company
  - The Jeffersons
  - Taxi
  - Barney Miller

#### Miniserie
(Outstanding Limited Series)
- Edward & Mrs. Simpson
  - Disraeli
  - The Duchess of Duke Street
  - The Scarlett O'Hara War, The Silent Lovers, This Year's Blonde

#### Varieté- of Muziek show
(Outstanding Variety or Music Program)
- Baryshnikov on Broadway
  - The Benny Hill Show
  - The Muppet Show
  - Goldie and Liza Together
  - Shirley MacLaine... 'Every Little Movement'

## Winnaars en nominaties - acteurs

### Hoofdrollen

#### Mannelijke hoofdrol in een dramaserie
(Outstanding Lead Actor in a Drama Series)
- Edward Asner als Lou Grant in Lou Grant
  - Larry Hagman als J. R. Ewing in Dallas
  - Jack Klugman als Dr. R. Quincy, M.E. in Quincy, M.E.
  - James Garner als Jim Rockford in The Rockford Files

#### Mannelijke hoofdrol in een komische serie
(Outstanding Lead Actor in a Comedy Series)
- Richard Mulligan als Burt Campbell in Soap
  - Hal Linden als Capt. Barney Miller in Barney Miller
  - Robert Guillaume als Benson DuBois in Benson
  - Alan Alda als Capt. Benjamin Franklin Pierce in M*A*S*H
  - Judd Hirsch als Alex Reiger in Taxi

#### Mannelijke hoofdrol in een miniserie
(Outstanding Lead Actor in a Limited Series or a Special)
- Powers Boothe als Rev. Jim Jones in Guyana Tragedy: The Story of Jim Jones
  - Jason Robards als President Franklin D. Roosevelt in F.D.R.: The Last Year
  - Henry Fonda als Clarence Earl Gideon in Hallmark Hall of Fame
  - Tony Curtis als David O. Selznick in The Scarlett O'Hara War

#### Vrouwelijke hoofdrol in een dramaserie
(Outstanding Lead Actress in a Drama Series)
- Barbara Bel Geddes als Miss Ellie in Dallas
  - Kristy McNichol als Letitia Lawrence in Family
  - Sada Thompson als Kate Lawrence in Family
  - Lauren Bacall als Kendall Warren in The Rockford Files
  - Mariette Hartley als Althea Morgan in The Rockford Files

#### Vrouwelijke hoofdrol in een komische serie
(Outstanding Lead Actress in a Comedy Series)
- Cathryn Damon als Mary Campbell in Soap
  - Sheree North als Dotty Wertz in Archie Bunker's Place
  - Polly Holliday als Florence Jean 'Flo' Castleberry in Flo
  - Isabel Sanford als Louise Jefferson in The Jeffersons
  - Katherine Helmond als Jessica Tate in Soap

#### Vrouwelijke hoofdrol in een miniserie
(Outstanding Lead Actress in a Limited Series or a Special)
- Patty Duke als Anne Sullivan in The Miracle Worker
  - Lee Remick als Margaret Sullavan in Haywire
  - Melissa Gilbert als Helen Keller in The Miracle Worker
  - Bette Davis als Adele Malone in White Mama

### Bijrollen

#### Mannelijke bijrol in een dramaserie
(Outstanding Supporting Actor in a Drama Series)
- Stuart Margolin als Evelyn Martin in The Rockford Files
  - Mason Adams als Charlie Hume in Lou Grant
  - Robert Walden als Joe Rossi in Lou Grant
  - Noah Beery, Jr. als Joseph Rockford in The Rockford Files

#### Mannelijke bijrol in een komische serie
(Outstanding Supporting Actor in a Comedy Series)
- Harry Morgan als Sherman T. Potter in M*A*S*H
  - Max Gail als Stan Wojciehowicz in Barney Miller
  - Steve Landesberg als Arthur Dietrich in Barney Miller
  - Mike Farrell als B. J. Hunnicutt in M*A*S*H
  - Howard Hesseman als Johnny Caravella in WKRP in Cincinnati

#### Mannelijke bijrol in een miniserie
(Outstanding Supporting Actor in a Limited Series or a Special)
- George Grizzard als Floyd Kincaid in The Oldest Living Graduate
  - Ernest Borgnine als Stanislaus Katczinsky in Hallmark Hall of Fame
  - Charles Durning als Russell Oswald in Attica
  - John Cassavetes als Gus Caputo in Flesh & Blood
  - Harold Gould als Louis B. Mayer in The Scarlett O'Hara War, The Silent Lovers, This Year's Blonde

#### Vrouwelijke bijrol in een dramaserie
(Outstanding Supporting Actress in a Drama Series)
- Nancy Marchand als Margaret Pynchon in Lou Grant
  - Nina Foch als Mrs. Polk in Lou Grant
  - Linda Kelsey als Billie Newman in Lou Grant
  - Jessica Walter als Melanie Townsend McIntyre in Trapper John, M.D.

#### Vrouwelijke bijrol in een komische serie
(Outstanding Supporting Actress in a Comedy Series)
- Loretta Swit als Margaret Houlihan in M*A*S*H
  - Loni Anderson als Jennifer Marlowe in WKRP in Cincinnati
  - Polly Holliday als Florence Jean 'Flo' Castleberry in Alice
  - Inga Swenson als Gretchen Kraus in Benson

#### Vrouwelijke bijrol in een miniserie
(Outstanding Supporting Actress in a Limited Series or a Special)
- Mare Winningham als Marlene Burkhardt in Amber Waves
  - Patricia Neal als Paul's Mother in Hallmark Hall of Fame
  - Eileen Heckart als Eleanor Roosevelt in F.D.R.: The Last Year
  - Carrie Nye als Tallulah Bankhead in The Scarlett O'Hara War